# Epigaea repens
Epigaea repens es un arbusto bajo y extendido en la familia Ericaceae. Se encuentra desde Terranova hasta Florida, al oeste de Kentucky y los Territorios del Noroeste.

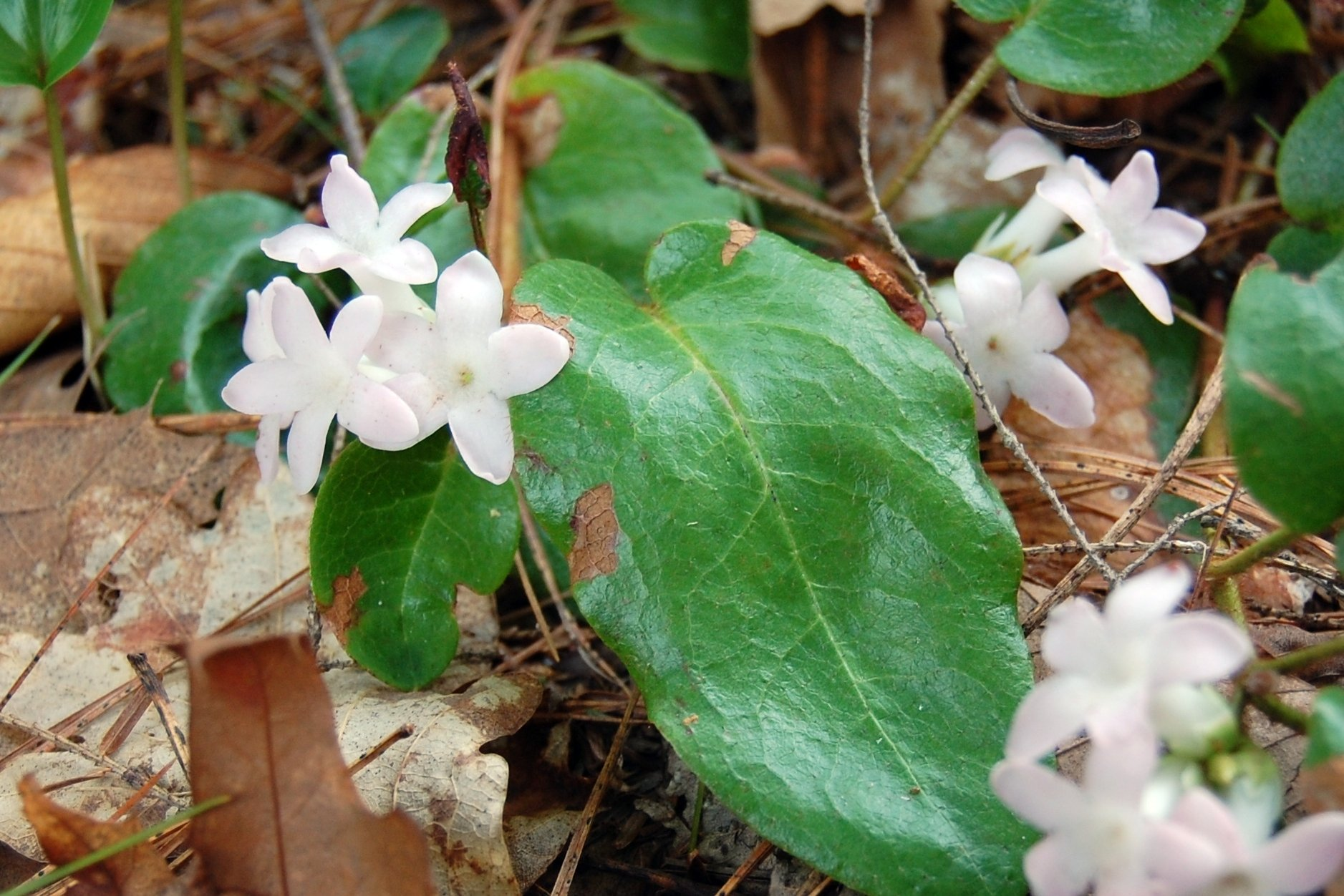
Vista de la planta

## Descripción
Las flores son de color rosa, atenuándose a casi blanco, muy fragantes, alrededor de 1,3 cm de ancho cuando se expande, son pocas o muchas en racimos en los extremos de las ramas. Cáliz de 5 sépalos superpuestas secos; corola en forma de bandeja, el tubo delgado y peludo extendiéndose a 5 lóbulos iguales. El tallo se extiende sobre el suelo (Epigaea = en la tierra); leñosa, las ramitas de hojas cubiertas de pelos oxidados. Hojas: Alternas, ovaladas, redondeadas en la base, sin problemas por encima, más o menos peludo debajo, árbol de hoja perenne, tiempo-gastado, en cortas, pecíolos peludos oxidadas.
De crecimiento lento, que prefiere (rico en humus) suelo húmedo, ácido, y la sombra. A menudo es parte del complejo de salud en un bosque de encino-brezal.
Epigaea repens es el emblema floral de Nueva Escocia y Massachusetts.

## Propiedades
Se usan las hojas como diurético y astringente.

## Taxonomía
Epigaea repens fue descrita por Carlos Linneo y publicado en Species Plantarum 1: 395. 1753.
Sinonimia
- Epigaea repens var. glabrifolia Fernald
- Epigaea repens f. plena Rehder
- Epigaea repens f. rosea Farw.
- Epigaea repens f. rubicunda (D.Don ex Sweet) Rehder
- Epigaea repens var. rubicunda D. Don
- Epigaea rubicunda Steud.[5]